# 鈴木頂苞蘚
鈴木頂苞蘚（学名：Acroporium suzukii）为錦蘚科頂苞蘚屬下的一个种。

## 扩展阅读
- 維基物種上的相關：鈴木頂苞蘚